# Polonia Bytom
Polonia Bytom, grundad 4 januari 1920, är en fotbollsklubb i Bytom i Polen. Klubben spelar säsongen 2021/2022 i den polska fjärdedivisionen, III Liga.
Polonia grundades mitt under de Schlesiska upproren mot Weimarrepubliken, och upplöstes igen redan 1922 efter att Bytom hamnat på den tyska sidan av gränsen efter en folkomröstning. Efter andra världskrigets slut 1945 återgrundades klubben och debuterade i högstadivisionen tre år senare. Polonia har därefter blivit polska mästare vid två tillfällen, 1954 och 1962, samt vunnit Intertotocupen 1964/1965 efter att ha besegrat östtyska SC Leipzig i finalen.

## Meriter

### Nationella
- Ekstraklasa (2): 1954, 1962

### Europeiska
- Intertotocupen (1): 1964/1965